# Listă de scriitori luxemburghezi
Aceasta este o listă de scriitori luxemburghezi.

## A
- Emile Angel

## B
- Adolf Berens
- Norbert Berens
- Raoul Biltgen
- Ry Boissaux
- Albert Borschette
- Josy Braun

## C
- Cathy Clement
- Frantz Clément
- Isidore Comes
- Paul Cerf

## D
- Dicks: → Edmond de la Fontaine
- Ändréi Duchscher
- Max Duchscher
- Edmond Dune: → Edmond Hermann

## E
- José Ensch
- J.P. Erpelding
- Mathias Esch

## F
- Fernand le Chartreux
- Camille Frieden
- Tullio Forgiarini
- Claude Frisoni

## G
- Friny Gilson
- Al Ginter
- Max Goergen
- Nikolaus Gonner
- Pierre Grégoire
- Pol Greisch
- Ferd Gremling
- Linda Graf

## H
- Roland Harsch
- Georges Hausemer
- Nicolas Heinen
- Guy Helminger
- Paul Henkes
- Fernand Hoffmann
- Léopold Hoffmann
- Jhemp Hoscheit

## J
- Norbert Jacques
- Lex Jacoby
- Jérôme Jaminet
- Tony Jungblut
- Josy Braun

## K
- Lucien Koenig (Siggy vu Lëtzebuerg)
- Georges Kieffer
- Joseph Kohnen
- Anise Koltz
- Pierre Kremer
- Jean Krier
- Maryse Krier
- Paul Katow

## L
- Michel Lentz
- Auguste Liesch
- Henri Losch

## M
- Roger Manderscheid
- Anton Meyer (Schriftsteller)
- Roland Meyer
- Félix Molitor
- Claudine Muno
- Mulles Dëppekapp

## N
- Paul Noesen
- Marcel Noppeney

## P
- Paul Palgen
- Jean Portante
- Pierre Posing

## R
- Marcel Reuland
- Guy Rewenig
- Nicolas Ries
- Léon Rinaldetti
- Michel Rodange

## S
- Raymond Schaack
- Marco Schank
- Lambert Schlechter
- Pol Schmoetten
- Mathias Schou
- Jemp Schuster
- Jean Sorrente: → Jean-Claude Asselborn
- Josef Speck
- Caspar Mathias Spoo
- Margret Steckel
- Robert Gollo Steffen
- Poutty Stein
- Jhemp Schuster

## T
- Sepp Thill
- Michèle Thoma
- Félix Thyes
- Joseph Tockert
- Jean-Michel Treinen
- M. Tresch
- Serge Tonnar

## W
- Batty Weber
- Nic Weber
- Nikolaus Welter
- Maxime Weber
- Marie Weber
- Rita Wennmacher